# Kristnandet av samerna
Samerna och kristendomen har en tusenårig historia. Kyrkan i både Norge och Sverige (med Finland) har sedan medeltiden utfört missionsarbete bland samerna. Kristendomen och den samiska religionen existerade länge parallellt bland samerna, där det tidigt fanns kristna samer sida vid sida med utövare av samisk religion. 
Under 1600-talet intensifierades missionen i Sverige och Finland då landets ledare hade visioner om att expandera och ta vara på de tillgångar som fanns i Sápmi. Det var även under den tiden som kyrkor började byggas i Sápmi och missioneringen började påverka samernas liv allt mer. Under lång tid följde samerna utåt den svenska lagen, som tvingade dem att gå i kyrkan, men behöll sin egen religion privat. Under 1680-talet genomfördes slutligen ett kristnande genom tvångsmedel. De samiska trummorna och jojken tillsammans med andra traditionella samiska symboler och seder förbjöds med våld, då de inte tillhörde den kristna religionen. Under 1700-talet övergick samerna i praktiken till kristendomen under inflytande av den pietistiska missionen, en utveckling som fullföljdes under 1800-talet med læstadianism.
Utvecklingen i Norge var likartad. Även där hade missionering förekommit sedan medeltiden, då "hedendom", det vill säga all icke-kristen religion, var förbjuden i lag, men det var först med den pietistiska missionen på 1700-talet och den laestadianska under 1800-talet som den gamla religionen helt försvann.

## Medeltiden

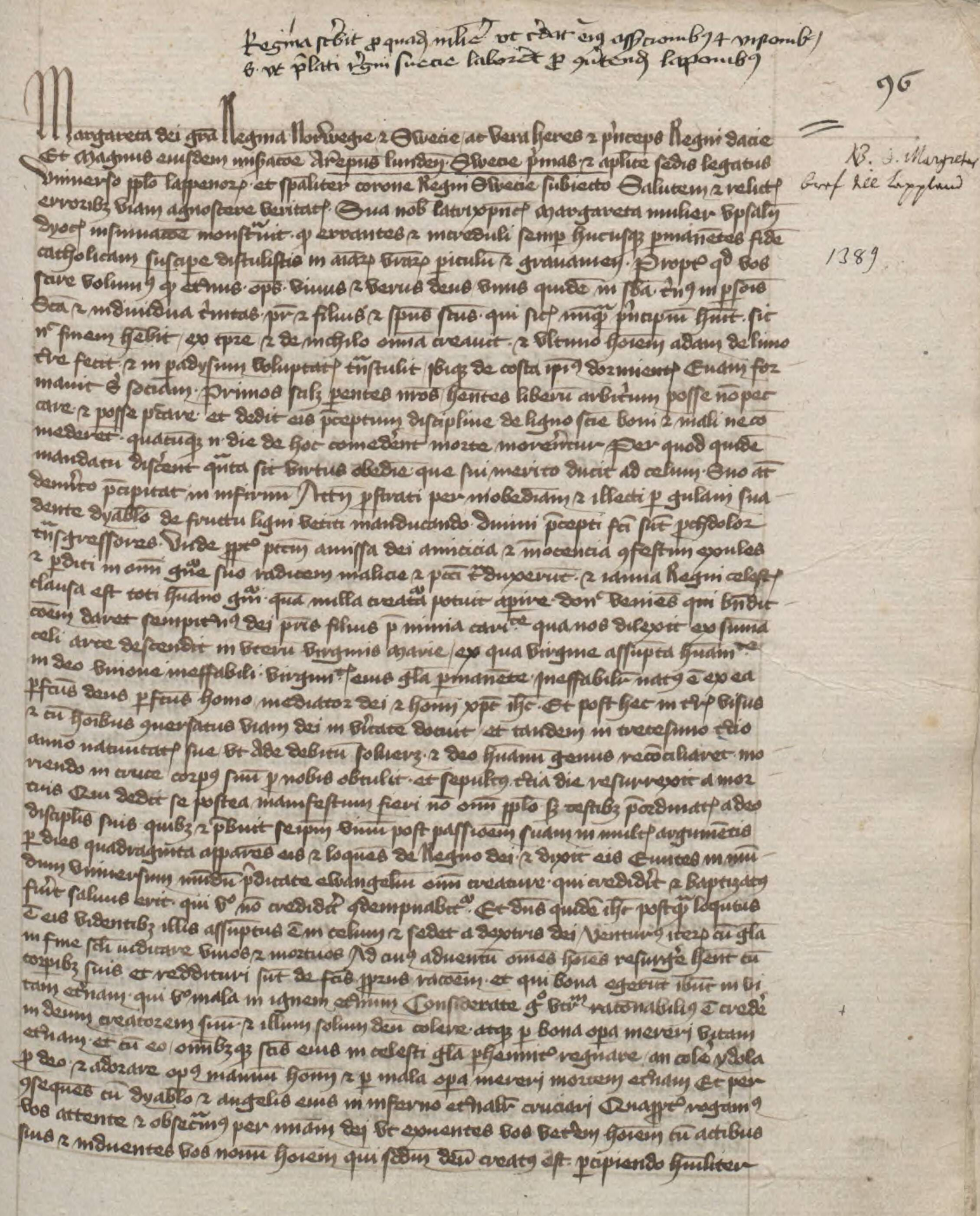
Kopia av ett brev utgivet av Drottning Margareta i vilket hon ger order om att samerna ska konverteras

Redan på 1000-talet uppges att missionärer försökte sprida kristendomen i Sápmi och det finns spår av detta i form av krucifix daterade till 1100 och 1200-talen. Uppsala stift blev basen för att kristna samerna på den västra sidan av Bottenhavet. Åbo stift hade motsvarande funktion på den östra sidan.
Kristendomen förekom under medeltiden länge parallellt med den samiska religionen, och det fanns tidigt enskilda kristna samer. En känd händelse var den med den kristna samen Margareta, som på 1300-talet bad drottning Margareta att sända missionärer till samerna.
En orsak till att det dröjde ett hundratal år innan den kristna kultursfären blivit allt mer närvarande i Sápmi var att Sàpmi länge levde ett tämligen självständigt liv, dåligt integrerat i riket, med ett mycket glest statligt nätverk. En bidragande orsak kan vara prästers och andra myndighetspersoners negativa inställning till samisk religion.

## Norge

### Förföljelser
I Danmark-Norge var samernas religion förbjuden i lag och betraktades som trolldom. Under 1600-talet blev den samiska religionen utsatt för mer intensiv förföljelse och den kristna missionen mer intensiv. Många samer åtalades för häxeri på grund av att de praktiserade den samiska religionen.
I Finnmark förekom 27 häxprocesser mot samer, i Troms sju och i Nordland tre, men detta är enbart de fall där dokumentation har bevarats, vilket innebär att det finns ett okänt mörkertal. I Trondheims len finns det kvar dokumentation från tre häxprocesser mot samer: Henrik Meråker som halshöggs för besvärjelser 1614 och Kirsten Iversdatter som avrättades 1678, utöver Anne Aslaksdatter, som förvisades för trolldom 1674; tiggaren Margreta Mortensdatter «trefot» i Skogn, som 1712 åtalades för trolldom (domen är okänd), var möjligen också same, vilket gör antalet fyra, men i hennes fall är hennes samiska identitet obekräftad. 
Det beräknas att samerna utgör en femtedel av de som åtalades för häxeri för trolldom under 1600-talet.
Under 1600-talets förföljelser tvingades samerna åtminstone utåt anta kristendomen och iaktta kristna seder, så som att gå i kyrkan. Det fanns dock en medvetenhet hos myndigheterna om att detta endast gjorde att samerna utåt betedde sig som kristna, och inte skapade någon verklig konvertering, och detta sågs som ett problem av "samemissionärerna", som påtalade att någon verklig konvertering av samerna inte var möjlig om det inte gick att diskutera den samiska religionen, vilket samerna inte vågade göra i rädsla att åtalas för trolldom.   

### 1700-talet
Det var under 1700-talet samerna i praktiken kristnades, och övergick till kristendomen till gagnet och inte bara namnet. En viktig del i detta var att missionärerna under 1720-talet utverkade att samerna fick en amnesti från trolldomslagen, och gjorde det möjligt för samerna att öppet tala om den samiska religionen och dess ideologi och seder, utan att åtalas för trolldom.  Det sågs av missionärerna som nödvändigt för att på allvar kunna missionera bland samerna. 
I Norge började missionen på allvar vid denna tid, då det pietistiska missionskollegium i Köpenhamn sände ut missionären Thomas von Westen till norska Finnmarken, där han var verksam mellan 1716 och 1727. Thomas von Westen använde en ny missionärsmetod. Istället för att använda lagens våld för att tvinga samerna att iaktta yttre kännetecken som att närvara i kyrkan, fokuserade han, i egenskap av pietist, på personlig övertalning. Han vann förtroende genom att utverka ett kungligt brev om att hedendom inte längre var straffbart: därefter informerade han sig grundligt om samisk religion, och övertygade sedan genom pietismens fokus på personlig övertygelse och syndabekännelse, en metod som visade sig effektiv.   Hans mission var så effektiv att pietisterna under Daniel Djurberg i Sverige också intresserade sig för den.

## Sverige (med Finland)

### 1500-talet
Reformationen ledde inte till att missioneringen i Sápmi upphörde. Gustav Vasa hade flera intressen av att kristna samerna och öka den icke-samiska befolkningen där, dels för att kunna öka skatteintäkterna och dels för att öka handelsmöjligheterna vid Norra Ishavet.
Gustav Vasa ålade prästerna i Västerbotten att en gång om året besöka samerna och döpa deras barn, och utnämnde 1559 en särskild präst för Torne lappmark.  Prästerna fick anlita tolkar, och någon verklig mission var det inte frågan om.  

### 1600-talet

#### Mission
Karl IX bestämde i början av 1600-talet att skulle byggas kyrkor för samerna, och att det i dessa kyrkor även skulle finnas präster.  Den första kyrkan i Sápmi upprättades i Jokkmokk år 1607, med Kristoffer Nicolai som kyrkoherde.  Långt ifrån alla präster i de nybyggda kyrkorna kunde dock tala samiska, medan vissa kunde lite, men behövde ändå tolk för att kunna kommunicera med sin församling.
Karl IX gav order om att samiska pojkar skulle gripas med våld för att få kristendomsundervisning i »Uppsala skolestuga», men när fogdarna år 1606 försökte åtlyda ordern rymde de pojkar man lyckades tillfångata.  Kyrkoherden i Umeå, mäster Olaus Niurenius, rapporterade om »lapparnes ymkelige hedendoms lägenhet och leverne i denne världenes tid» och föreslog att en skola för samerna skulle grundas i Norrland istället för att försöka föra bort barn ned till södra Sverige, och 1631 grundades »Skytteanska skolan» i Lycksele.  När ishavspolitiken började svalna hittades mineraler i Nasafjäll år 1634 och missionen fortsatte.
Under första hälften av 1600-talet började samerna utåt följa den svenska kyrkans föreskrifter.  Samerna skulle likt andra svenska medborgare följa svensk lagstiftning, vilket vid den här tiden innebar ett lagtvång att gå i kyrkan, och att de som inte gjorde det kunde utsättas för kroppsbestraffning.  Det fanns dock samtidigt en acceptans för att samernas nomadliv innebar att de inte kunde gå i kyrkan lika ofta som bofasta personer. 
Lagen krävde att samerna skulle närvara vid kyrkan på böndagar, delta i nattvarden, gifta sig och döpa sina barn i kyrkan och begrava sig i kyrkan.  De följde dessa föreskrifter och lagar då de hade med svenska myndigheter att göra, men det var i tysthet accepterat att samer fortsatte utöva sin egen religion utom synhåll för de svenska myndigheterna, så länge de utåt följde lagen.
Olaus Niurenius skrev på 1640-talet att ”[a]vgudadyrkan ock annan trolldom ock besvärjelser, varmed de förut befläckat sig ock lämnat sig i onda andars våld, försvinna ock förminskas nu för tiden för var dag”, och att det inte skedde av övertygelse ”utan i följd av skräcken för straff och för överheten, vilken icke lämnar dem ostraffade, som ertappas med besvärjelser och andra dylika skändliga ting”.
Att tvingas rätta sig efter kyrkans tvångsföreskrifter utåt var dock inte alltid okomplicerat för samer, och det finns uppgifter om att samer, på väg till kyrkotvång, offrade till gudinnan Sarakka för att be om hennes förlåtelse för att de skulle tvingas tillbe en annan gud.

#### Kristnande

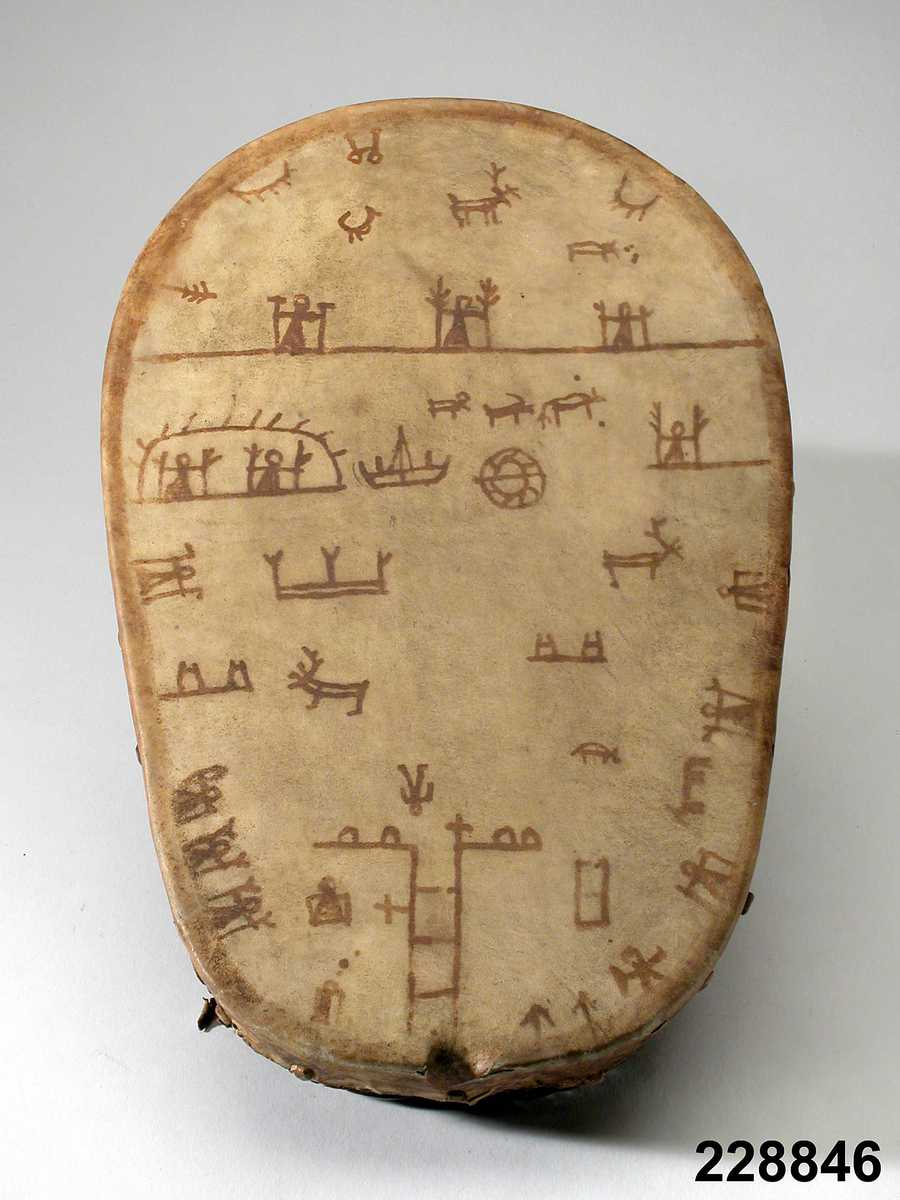
Samisk trumma från Luleå, 1693.

Under andra hälften av 1600-talet började kyrkan och de svenska myndigheterna föra en allt hårdare tvångsmission och en utrotning av den samiska religionen.  I och med att den kyrkliga närvaron i Sápmi byggdes ut under 1600-talet kom prästerna i närkontakt med samisk religion, inklusive jojken och den samiska trumman som var centrala i religionsutövningen, men som de inte kunde se vara förenligt med kristen tro. Lappmarksplakatet från 1673 innebar också att icke-samer i större utsträckning började bosätta sig i Sápmi och kom i kontakt med den samiska befolkningen.
År 1671 företog myndigheterna i Kemi lappmark, en jakt på trolltrummor, som var central i den samiska religionen, som de sedan brände, och en av "trollapparna" (Aike Aikesson) dömdes till döden för trolldom.
Kristnandet av samerna i Sverige inleddes på allvar när Karl XI år 1685 beordrade en undersökning av kyrkoorganisationen i lappmarkerna.  De lokala prästerna anklagade samerna för att vara hedningar som saknade kunskaper om kristendomen och fortfarande utövade sin egen religion.  I december 1685 befallde Karl XI att lagmansting skulle hållas i alla lappmarkerna för rannsakning om "avguderi", och sådana hölls sedan 1686 och 1687 över hela Lappland  av statliga representanter, däribland häradshövdingen Lars Grubb.     Utredningens resultat ledde till att biskopen i Härnösand och landshövdingen i Umeå begav sig ut på en resa i Sápmi, under vilken de förhörde och undervisade samiska familjer i kristendomskunskap, samt uppmanade dem att göra sig av med alla element från den traditionella samiska religionen.   Dessa rannsakningar utmynnade i häftiga förföljelser mot den samiska religionen. Prästerna rapporterade att samerna »förövade ett avgudiskt väsende med offrande, isynnerhet vid berg och stora träsk», till gudar som »Thoren eller åskan, vars beläte de efter människoansiktes skapnad med yxor tillhuggit av trä» och till »stenar, som hava haft någon särdeles skapnad eller liknelse till någon förnuftig eller oskälig varelse» och framför allt blev trolltrummorna återigen ett fokus för utrotningsarbetet. 
Samerna uppgav att den huvudsakliga anledningen till att de inte ville ge upp sin gamla tro var till följd av tradition. 
Vid lagmanstinget för Lycksele och Umeå lappmarker förklarade en same: »att han jämte många andra lappar efter deras förfäders urminnes bruk allt härtills brukat trumman, vilken de åtskilliga gånger om året spelat och slagit uppå jämte särdeles joik eller sjungande efter deras gamla maner och plägsed  [...] uti den enfaldiga tro och mening att därigenom vinna god lycka eller eljes erfara, om någon elak eller god lycka dem förestått, förr än de begivit sig till skogs att fånga djur eller fiska uti sjöar och stora träsk».  Uppgiften bekräftades av de flesta närvarande samerna, men »emedan de nu först hava fått höra, huruledes Hans kungl. Maj:t vår allernådigste konung och herre, mot sådana jävulska vidskepelser hårt ivrat och ingalunda lida och tåla vill vid högsta onåder tillgörandes, alltså utfäste de sig samtligen med uppräckta fingrar, att de och deras barn hädanefter aldrig mera skola offra och på trummor spela, som de av oförstånd hitintill gjort hava. Sina trummor, dem de nu icke tillstädes hade, lovade de ock att vilja och skola till annat år eller nästa ting hörsamligen ifrån sig leverera». Samma procedur upprepades vid de andra lagmanstingen. 
I januari 1688 företogs sedan en visitationsresa av landshövdingen i länet och superintendenten i Härnösand. Söndagen den 8 januari hölls en predikan på både svenska och samiska under marknaden i Lycksele, där ett sextiotal manspersoner underkastades förhör i koret, då de fick läsa den memorerade katekesen. Nästan inga unga personer närvarade. Samerna uppgav att de unga måste se till renarna, men pastorn uppgav att de i själva verket var rädda för att deras barn skulle föras bort till skolorna i söder. De befalldes därefter att hädanefter avstå från "sin
avgudiska gudstjänst, bestående i offer, lapptrummor", och »leverera sina avgudiska instrumenter ifrån sig och härefter utlova en sann bot och bättring». Några lämnade in sina trummor, andra sade sig inte ha dem med sig men att de skulle lämna in dem vid ett annat tillfälle. Alla lovade också att hädanefter anmäla alla som utövade den samiska religionen. Därefter inspekterades sameskolan, där pojkarna fick lova att läsa ur katekesen för sin familj då de släpptes och fick återvända hem, vid alla tillfällen då de inte kunde besöka kyrkan. Följande procedur fortsatte med samerna från alla byar varefter de infann sig, där samerna från Vapstens by »voro de slemmaste. Desse kunde man intet i förstone med några ord förmana till bättring". När samerna till slut fick lämna Lycksele hotades de med hårda straff om de därefter utövade sin samiska religion. 
Den 28-29 januari hölls samma procedur i Jockmock i Lule lappmark. Där kunde endast några vuxna memorera "tio Guds bud, tron, Fader vår
och instiftelseorden på sitt språk samt morgon- och aftonbönerna men hade vid sitt läsande fast ringa förstånd». Ännu färre överlämnade sina trummor, och de flesta sade sig inte längre ha några. De mottog sedan instruktioner om vilka baskunskaper de väntades kunna om kristendomen och vilka plikter de väntades utföra. Visitationen gick sedan till Torne lappmark, och därefter Pite lappmark. I Pite lappmark dömdes en samisk man som öppet vägrade konvertera till döden. Denna dom väckte stor skräck bland samerna. Mellan 1665 och 1708 finns tre bekräftade dödsdomar mot samer för hädelse, vilket var den vanliga benämningen för anhängare av den gamla samiska religionen.  Bland offren för kristnandet av samerna nämns konkret Erik Eskilsson, Amund Thorsson och Lars Nilsson (död 1693).

### 1700-talet

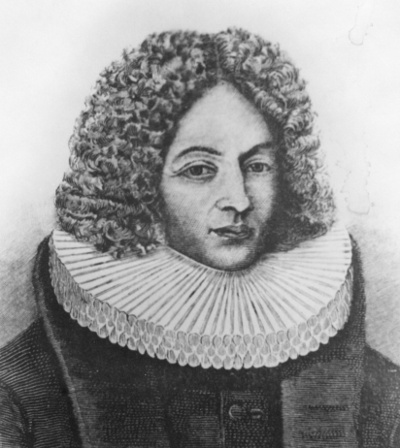
Thomas von Westen (1682-1727)

Omkring år 1700 var samerna utåt sett kristna och åtlydde myndigheterna genom att regelbundet infinna sig i kyrkorna, men det fanns en medvetenhet från myndigheternas sida om att de behöll sin egen religion privat. Den franske resenären Aubry de La Motraye uppgav under sin resa i Torne lappmark år 1718 att samernas kunskap i kristendom »stodo föga högre än sina renar»; de uppgav att de besökte kyrkan varje vintern, gick till nattvarden, döpte sina barn och "vid dop, nattvardsgång, bröllop och begravning, när någon av oss dör nära kyrkan, ge vi prästen dessutom alla mer eller mindre, i förhållande till det antal renar, vi äga", och drog slutsatsen att kyrkan för dem enbart var "ett punktligt betalande till prästerna av vad dessa begärde". De la Motraye frågade efter "trollkarlar" (nåjder) och fick veta att sådana numera bara fanns i Finland. Det fanns dock vid denna tid kvar svenska nåjder, så som Rika Maja, som var kristen utåt och nåjd privat.
Det var under 1700-talet samerna i praktiken kristnades, och övergick till kristendomen till gagnet och inte bara namnet. I Norge började missionen på allvar vid denna tid, då det pietistiska missionskollegium i Köpenhamn sände ut missionären Thomas von Westen till norska Finnmarken, där han var verksam mellan 1716 och 1727. Thomas von Westen använde en ny missionärsmetod. Istället för att använda lagens våld för att tvinga samerna att iaktta yttre kännetecken som att närvara i kyrkan, fokuserade han, i egenskap av pietist, på personlig övertalning. Han vann förtroende genom att utverka ett kungligt brev om att hedendom inte längre var straffbart: därefter informerade han sig grundligt om samisk religion, och övertygade sedan genom pietismens fokus på personlig övertygelse och syndabekännelse, en metod som visade sig effektiv.   Hans mission var så effektiv att pietisterna under Daniel Djurberg i Sverige också intresserade sig för den. 
Thomas von Westen rekommenderade att de så kallade "lappmarksprästerna" inte längre skulle sitta vid kyrkorna och bli besökta av sin samiska församling när lagen tvingade dem, utan att prästerna istället skulle resa omkring och missionera bland samerna; att varje "lappmarkskyrka" skulle få en skola där församlingsbarnen kunde få kristen undervisning; och att kristna samer skulle användas som tolkar och lekmissionärer, "kateketer". Denna rekommendation genomfördes i Sverige genom en ny lag 1723, och skolor grundades vid lappmarkskyrkorna.    I praktiken var det först efter införandet av "Direktionen över lappmarkens ecklestiastikverk" 1739 detta system på allvar började praktiseras. En första generation präster med ursprung i Lappmarken hade då återvänt från studierna för att fungera som präster i lappmarkskyrkorna, och dessa präster var betydligt mer kapabla att resa runt och missionera och se till att kyrkskolorna började fungera än de gamla svenska prästerna; de barn som växte upp kristna i kyrkskolorna, liksom andra kristna samer, fungerade som kateketer genom att tolka åt missionärer och själva missionera och anmäla samer som praktiserade samisk religion.
Till skillnad från 1600-talets mission tycks 1700-talets mission ha trängt igenom på djupet, och under 1770-talet tycks samerna enligt många samstämmiga vittnesmål ha blivit kristna fullt ut, och prästerna rapporterade att deras församlingar hade goda kristendomskunskaper.

### 1800-talet
På 1800-talet hade samerna fullt ut övergått till kristendomen och den samiska religionen utövades inte längre, men viss mission försiggick fortfarande, särskilt under den första hälften av 1800-talet, då bland andra laestadianismens mission förekom.  
1835 grundades Svenska Missionssällskapet, senare ’’Svenska Missionssällskapet Kyrkan och Samerna", som med åren kom att fokusera på kristnandet av samerna.

Prästen Petrus Laestadius (1802-1841), yngre bror till Lars Levi Læstadius, kom att betyda mycket för de samiska kyrkliga arbetet. I sin Journal af Petrus Læstadius, för första året af hans tjenstgöring såsom Missionaire i Lappmarken (1831), skildrade Læstadius sitt arbete bland samer och nybyggare i Sàpmi. I journalerna märks Læstadius engagemang för den samiska kulturen. Han visade i sin första journal en stor förståelse för att samerna kanske inte kunde gå i kyrkan varje söndag:
Ty, när de, som hafva endast 10 steg till kyrkan, kanske stundom på half-år ej kommit innanför dess dörr, huru kan man då begära att de, som hafva 4 á 10 mil, skola bivista den därstädes firade offentliga gudstjensten hvar söndag?
En känd kristen same som uppmärksammades i hela Sverige för sin nit var Maria Magdalena Mathsdotter, som år 1864 väckte en rörelse för grundandet av skolor för samiska barn i Lappland.